# Грох, Мирослав
Мирослав Грох (чеш. Miroslav Hroch; 14 июня 1932, Прага) — чешский историк и профессор истории Карлова университета. Изначально работал на философском факультете, но в 2000 году перешёл работать на факультет гуманитарных наук и свободных искусств. Свою научную карьеру посвятил изучению истории Нового времени, прежде всего сравнительной истории народных движений в Европе. В 1965—1966 годах получил стипендию Фонда имени Гумбольда в Германии. В 1968 году преподавал в университете города Фрейбург. Вместе с профессором Рихардом ван Дюльмен (Саарбрюкенский университет) в 2002—2004 годах на факультете гуманитарных наук провёл первый коллегиум для будущих докторов наук на темы, направленные на изучение истории и культурной антропологии в Чешской Республике.
Мирослав Грох получил международное признание своими сравнительными работами на тему возникновения и развития народных движений малых народов в центральной и восточной Европе. Пришёл к выводу, что «народное возрождение» в этих частях Европы проходило периодически (невзирая на временные рамки), и было следствием развития социальных и политических предпосылок.
Его женой была Вера Грохова, чешский историк.

## Согласно его теории, зарождение народного движения проходило тремя этапами
- Первая фаза «A» (в Чехии проходила во второй половине XVIII столетия) — появление интереса о своем народе. Возникает из романтического энтузиазма интеллектуалов и только для чистого, простого и неиспорченного городской жизнью крестьянства. В этот период было заложено культурное основание народных движений, которые проявляли интерес и заботу о собственном языке, литературе и культуре, однако не выдвигали никаких политических требований.
- В фазе «B» появляются группы интеллектуалов, которые своими идеями опираются на знание стародавней истории собственного народа и в то же самое время определяются со своими культурными и политическими требованиями — начало агитации во имя «идеи народа». Начали возникать первые культурные институты. В центральной и восточной Европе начался процесс языковой и культурной эмансипации народов, которые в этой эпохе себя ещё никак политически не проявили.
- В третье фазе «C» народные движения получают массовую поддержку, возникают первые политические партии и движения, появляются первые политические требования и цели. При благоприятных условиях и политическом успехе народного движения может дойти к возникновению автономных народных государств.

## Список литературы в национальной библиотеке Чешской Республики, автором которой является профессор Мирослав Грох, или литературы, где упоминается его имя
- Oliver Cromwell(1968) — Оливер Кромвель.
- Die Vorkämpfer der nationalen Bewegung bei den kleinen Völkern Europas (1968) — Предводители народных движений малых народов Европы.
- Obrození malých evropských národů (1970) — Возрождение малых европейских народов.
- Křižáci v Levantě (s V. Hrochovou 1975, polsky 1992) — Крестоносцы в Леванте (совместно с Верой Гроховой, польский перевод 1992).
- 17. století — krize feudální společnosti? (1976, s J. Petráněm; německy 1981) — XVII век — кризис феодального общества? (совместно с Йозефом Петранем, немецкий перевод 1981).
- Buržoazní revoluce v Evropě (1981) — Буржуазная революция в Европе.
- Social Preconditions of National Revival in Europe (1985, 2000) — Социальные предпосылки национального возрождения в Европе.
- Úvod do studia dějepisu (1985) — Введение в историописание.
- Evropská národní hnutí v 19. století (1986) — Европейское народное движение в XIX веке.
- Králové, kacíři a inkvizitoři (1987, s A. Skýbovou; německy 1985, anglicky 1987, francouzsky 1988) — Короли, еретики и инквизиторы (совместно с A. Skýbovou, немецкий перевод 1985, английский перевод 1987, французский перевод 1988).
- Velká francouzská revoluce a Evropa 1789—1800 (1990, s V. Kubišovou) — Великая французская революция в Европе в 1789—1800 годах.
- Die Entstehung der Nationalbewegungen in Europa (1750—1849) (1993) — Возникновение националистических движений в Европе в 1750—1849 годах.
- Křižáci ve Svaté zemi (1996, s V. Hrochovou) — Крестоносцы на Святой земле (1996, совместно с Верой Гроховой)
- Na prahu národní existence (1999) — На пороге возникновения народа.
- V národním zájmu (1999) — Во имя нации.
- In the National Interest 2000
- La naturalesa de la nació (2001)
- Malé národy Evropy (2003) — Малые народы Европы.
- Ethnonationalismus — eine ostmitteleuropäische Erfindung? (2004) — Этнонационализм — центрольноевропейское изобретение?
- Encyklopedie dějin novověku (ved. autor. kolektivu, 2005) — Энциклопедия истории Нового времени.
- Dějiny Norska (2005) s H.Kadečkovou a E. Bakke-ovou — История Норвегии (совместно H. Kadeck a E. Bakke)
- Das Europa der Nationen (2005) — Европа народов.
- Národy nejsou dílem náhody (2009) — «Народы — это неслучайно.» (2009)
- Evropa jako prostor v českém veřejném mínění (2012), článek v kolektivní monografii « Společnost Českých zemí v evropských kontextech: České evropanství ve srovnávacích perspektivách».